# Solitärväxt

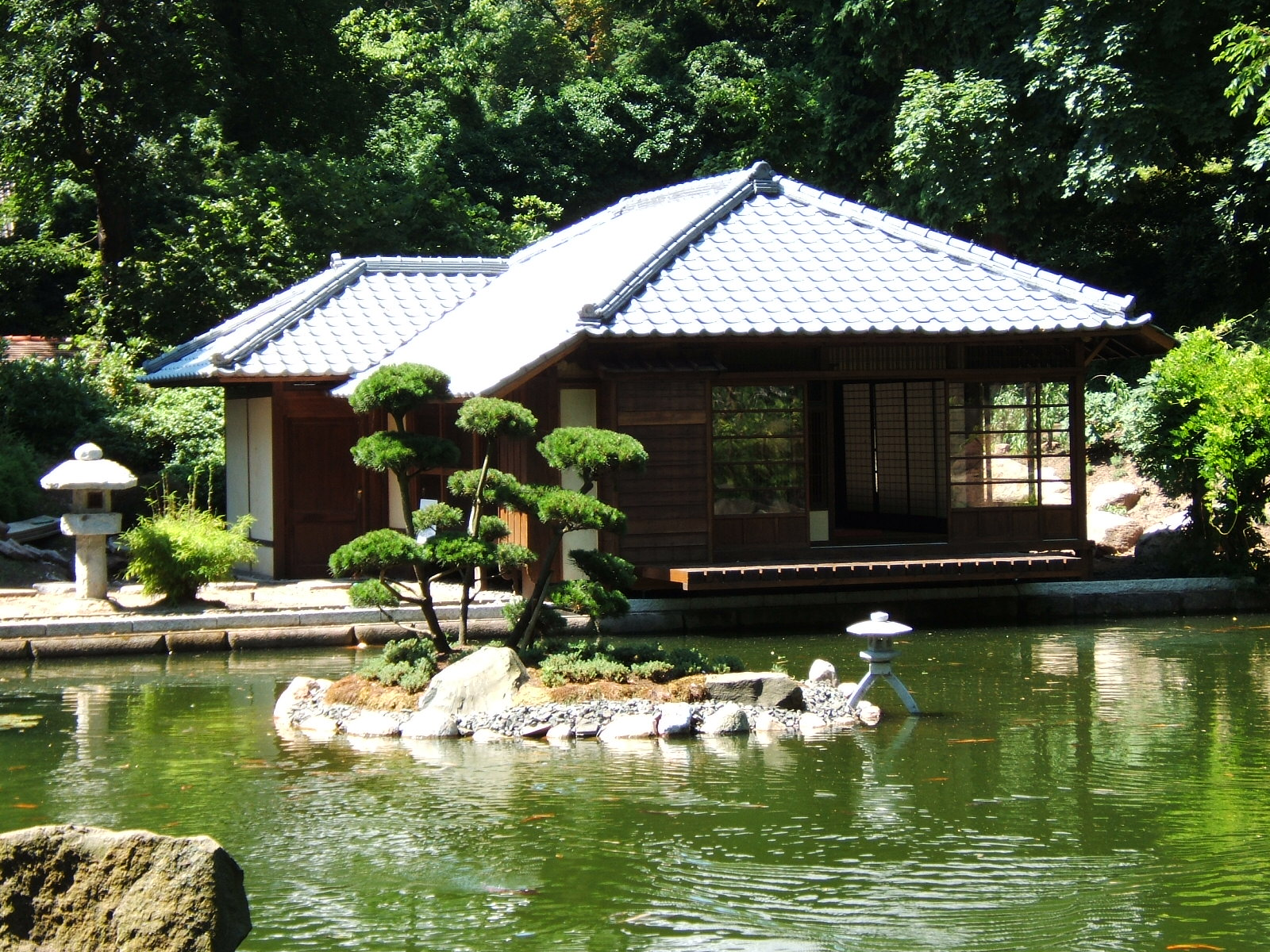
Solitärväxter kan även användas i trädgårdsdammar, här i Japanischer Garten ("Japanska trädgården") i Kaiserslautern, Tyskland.

Med solitärväxt avses en mindre prydnadsväxt eller ibland ett träd som planteras ensamt som blickfång i exempelvis parker, blomsterrabatter, större blomsterarrangemang, eller i terrarium och akvarium.